# Rudo (kommun)
Rudo är en kommun i Bosnien och Hercegovina.   Den ligger i entiteten Republika Srpska, i den sydöstra delen av landet, 80 km öster om huvudstaden Sarajevo.
Följande samhällen finns i Rudo:
- Rudo
- Mioče